# 15e législature de la Saskatchewan
La 15e législature de la Saskatchewan est élue lors des élections générales de juin 1964. L'Assemblée siège du 4 février 1965 au 8 septembre 1967. Le parti libéral est au pouvoir avec Ross Thatcher à titre de premier ministre
Le rôle de chef de l'opposition officielle est assumé par Woodrow Stanley Lloyd du Co-operative Commonwealth Federation (CCF).
James Snedker (en) sert comme président de l'Assemblée durant la législature.

## Membres du parlement
Les membres du parlement suivants sont élus à la suite de l'élection de 1964 :
|  | Circonscription électorale | Membre                          | Parti                     |
|  | -------------------------- | ------------------------------- | ------------------------- |
|  | Arm River                  | Martin Peder Pederson           | Progressiste-conservateur |
|  | Athabasca                  | Allan Ray Guy                   | Libéral                   |
|  | Bengough                   | Samuel Karnarvon Asbell         | Libéral                   |
|  | Biggar                     | Woodrow Stanley Lloyd           | CCF                       |
|  | Cannington                 | Thomas Milton Weatherald        | Libéral                   |
|  | Canora                     | Kenneth Gordon Romuld           | Libéral                   |
|  | Cumberland                 | Bill Berezowsky                 | CCF                       |
|  | Cut Knife                  | Isidore Charles Nollet          | CCF                       |
|  | Elrose                     | George Gordon Leith             | Libéral                   |
|  | Gravelbourg                | Lionel Philias Coderre          | Libéral                   |
|  | Hanley                     | Robert Alexander Walker         | CCF                       |
|  | Humboldt                   | Mathieu Theodore Breker         | Libéral                   |
|  | Kelsey                     | John Hewgill Brockelbank        | CCF                       |
|  | Kelvington                 | Bryan Harvey Bjarnason          | Libéral                   |
|  | Kerrobert-Kindersley       | William S. Howes                | Libéral                   |
|  | Kinistino                  | Arthur Thibault                 | CCF                       |
|  | Last Mountain              | Donald Gilbert MacLennan        | Libéral                   |
|  | Lumsden                    | Darrel Verner Heald             | Libéral                   |
|  | Maple Creek                | Alexander C. Cameron            | Libéral                   |
|  | Meadow Lake                | Henry Ethelbert Coupland        | Libéral                   |
|  | Melfort-Tisdale            | Clarence George Willis          | CCF                       |
|  | Melville                   | James Wilfrid Gardiner          | Libéral                   |
|  | Milestone                  | Cyril Pius MacDonald            | Libéral                   |
|  | Moose Jaw City             | William Gwynne Davies           | CCF                       |
|  | Moose Jaw City             | Gordon Taylor Snyder            | CCF                       |
|  | Moosomin                   | Alexander Hamilton McDonald     | Libéral                   |
|  | Morse                      | Wilbert Ross Thatcher           | Libéral                   |
|  | Nipawin                    | Frank Kenneth Radloff           | Libéral                   |
|  | Notukeu-Willow Bunch       | James Benjamin Hooker           | Libéral                   |
|  | Pelly                      | Leonard Larson                  | CCF                       |
|  | Prince Albert              | David Gordon Steuart            | Libéral                   |
|  | Qu'Appelle-Wolseley        | Douglas Thomas McFarlane        | Libéral                   |
|  | Redberry                   | Demitro (Dick) Wasyl Michayluk  | CCF                       |
|  | Regina East                | Henry Harold Peter Baker        | CCF                       |
|  | Regina East                | Walter Smishek                  | CCF                       |
|  | Regina North               | Edward Charles Whelan           | CCF                       |
|  | Regina South               | Gordon Burton Grant             | Libéral                   |
|  | Regina West                | Allan Emrys Blakeney            | CCF                       |
|  | Regina West                | Marjorie Alexandra Cooper       | CCF                       |
|  | Rosetown                   | George Fredrick Loken           | Libéral                   |
|  | Rosthern                   | David Boldt                     | Libéral                   |
|  | Saltcoats                  | James Snedker                   | Libéral                   |
|  | Saskatoon City             | Alexander Malcolm Nicholson     | CCF                       |
|  | Saskatoon City             | John Edward Brockelbank         | CCF                       |
|  | Saskatoon City             | Wesley Albert Robbins           | CCF                       |
|  | Saskatoon City             | Harry David Link                | CCF                       |
|  | Saskatoon City             | Sally Maria Margharita Merchant | Libéral                   |
|  | Shaunavon                  | Fernand Larochelle              | Libéral                   |
|  | Shellbrook                 | John Marcel Cuelenaere          | Libéral                   |
|  | Souris-Estevan             | Ian Hugh MacDougall             | Libéral                   |
|  | Swift Current              | Everett Irvine Wood             | CCF                       |
|  | The Battlefords            | Eiling Kramer                   | CCF                       |
|  | Touchwood                  | George Joseph Trapp             | Libéral                   |
|  | Turtleford                 | Bob Wooff                       | CCF                       |
|  | Wadena                     | Frederick Arthur Dewhurst       | CCF                       |
|  | Watrous                    | Hans Adolf Broten               | CCF                       |
|  | Weyburn                    | James Auburn Pepper             | CCF                       |
|  | Wilkie                     | Joseph Clifford McIsaac         | Libéral                   |
|  | Yorkton                    | Bernard David Gallagher         | Libéral                   |

Notes:

## Représentation
| Parti                    | Parti                     | Membres |
|                          | Libéral                   | 32      |
|                          | CCF                       | 26      |
|                          | Progressiste-conservateur | 1       |
| Total                    | Total                     | 59      |
| Gouvernement majoritaire | Gouvernement majoritaire  | 5       |

Notes: 

## Élections partielles
Des élections partielles peuvent être tenues pour remplacer un membre pour diverses raisons:
| Circonscription | Député élu              | Parti   | Date de scrutin  | Motif                                                                         |
| --------------- | ----------------------- | ------- | ---------------- | ----------------------------------------------------------------------------- |
| Hanley          | Robert Alexander Walker | CCF     | 16 décembre 1964 | RA Walker démissionne après avoir gagné par une voix le recomptage judiciaire |
| Moosomin        | Ernest Franklin Gardner | Libéral | 30 juin 1965     | AH McDonald est nommé au Sénat du Canada                                      |
| Bengough        | Alexander Mitchell      | Libéral | 16 février 1966  | SK Asbell meurt en 1965                                                       |

Notes: